# Tan Jin Eong

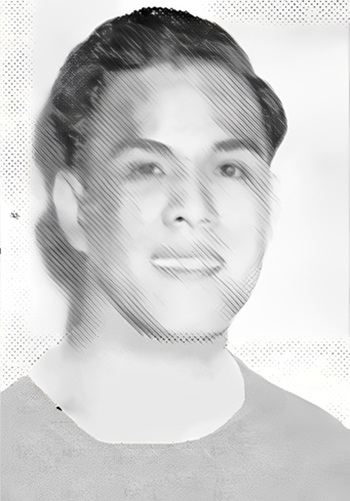
Tan Jin Eong 1952

Tan Jin Eong (* 1927; † 2. November 2014 in Ipoh) war ein malaysischer Badmintonspieler aus Perak. Er war der Sohn des Badmintonspielers Tan Cheng Phor. Tan Eng Looi, ebenfalls im Badminton erfolgreich, war seine Schwester.

## Karriere
Er gewann mit dem malaysischen Team die Weltmeisterschaft für Männermannschaften, den Thomas Cup, in der Saison 1954/55. Im Finale gegen Dänemark trat er zweimal im Doppel mit Lim Kee Fong an. Gegen Ole Mertz und Ove Eilertsen gewann sie dabei in zwei Sätzen, während sie gegen Finn Kobberø und Jørgen Hammergaard Hansen knapp in drei Sätzen unterlagen und den Dänen damit den einzigen Team-Punkt zum 1:8 gewährten.
In seiner Heimat Perak gewann Tan Jin Eong zahlreiche nationale Titel. 1949 siegte er in allen drei möglichen Disziplinen.
Tan starb am 2. November 2014 im Alter von 87 Jahren im Kinta Medical Centre in Ipoh an den Folgen eines Nierenversagens.